# Rhene machadoi
Rhene machadoi är en spindelart som beskrevs av Berland, Millot 1941. Rhene machadoi ingår i släktet Rhene och familjen hoppspindlar. Inga underarter finns listade i Catalogue of Life.